# Boiry-Becquerelle
Boiry-Becquerelle är en kommun i departementet Pas-de-Calais i regionen Hauts-de-France i norra Frankrike. Kommunen ligger i kantonen Croisilles som tillhör arrondissementet Arras. År 2022 hade Boiry-Becquerelle 473 invånare.

## Befolkningsutveckling
Antalet invånare i kommunen Boiry-Becquerelle
| Referens: INSEE |